# Dicranomyia (Dicranomyia) cinnamonota
Dicranomyia (Dicranomyia) cinnamonota is een tweevleugelige uit de familie steltmuggen (Limoniidae). De soort komt voor in het Afrotropisch gebied.